# Fresnes-Tilloloy

Fresnes-Tilloloy este o comună în departamentul Somme, Franța. În 1 ianuarie 2022 avea o populație de 211 de locuitori.